# Spiroxatrine
Spiroxatrine là một loại thuốc hoạt động như một chất đối kháng chọn lọc ở cả thụ thể 5-HT<sub id="mwCA">1A</sub> và thụ thể adrenergic α<sub id="mwCg">2C</sub>. Nó là một chất tương tự của spiperone và cũng có một số tác dụng đối kháng dopamine.